# Tannen-Buchenwald
Der Tannen-Buchenwald (Abieti-Fagenion) ist eine Pflanzengesellschaft der montanen Vegetationsstufe (600 bis 1400 m) in den Alpen und anderen mitteleuropäischen Gebirgen. Zu den charakteristischen Baumarten gehört außer der Buche (Fagus sylvatica) und der Tanne (Abies alba) häufig auch die Fichte (Picea abies). Bei hohem Fichtenanteil spricht man auch vom Fichten-Tannen-Buchenwald. Auch Lärche und Bergahorn können beigemischt sein.
Je nach Boden- und Klimabedingungen kann der Tannen-Buchenwald in der subalpinen Stufe von Fichtenwald, Ahorn-Buchenwald oder einer anderen Vegetationsform abgelöst werden.
Je nach Standortsbedingungen werden verschiedene Typen des Tannen-Buchenwaldes unterschieden, dessen Vergesellschaftung im Folgenden nach Aspekt bzw. Standortbedingungen differenziert wird.

## Waldschwingel-Tannen-Buchenwald
Vegetation: Wenig Bodenvegetation, Waldschwingel

### Aspekt und häufige Arten
Oberflächlich sauer: Waldschwingel (Festuca altissima), Sauerklee (Oxalis acetosella)
Mittel: Hasenlattich (Prenanthes purpurea), Nesselblättriger Ehrenpreis (Veronica urticifolia), Gemeiner Waldfarn (Athyrium filix-femina), Gemeiner Wurmfarn (Dryopteris filix-mas), Waldmeister (Galium odoratum), Berggoldnessel (Lamium galeobdolon ssp. montanum), Quirlblättriges Salomonssiegel (Polygonatum verticillatum)

## Typischer Karbonat-Tannen-Buchenwald
Vegetation: Kahler Alpendost und Bingelkraut

### Aspekt und häufige Arten
Basisch: Kahler Alpendost (Adenostyles glabra), Bingelkraut (Mercurialis perennis), Dreiblattbaldrian (Valeriana tripteris), Gelappter Schildfarn (Polystichum aculeatum), Christophskraut (Actaea spicata)
Mittel: Hasenlattich (Prenanthes purpurea), Nesselblättriger Ehrenpreis (Veronica urticifolia), Gemeiner Waldfarn (Athyrium filix-femina), Gemeiner Wurmfarn (Dryopteris filix-mas), Waldmeister (Galium odoratum), Berggoldnessel (Lamium galeobdolon ssp. montanum), Quirlblättriges Salomonssiegel (Polygonatum verticillatum)

## Karbonat-Tannen-Buchenwald mit Weissegge
Vegetation: Weissegge und Kahler Alpendost

### Aspekt und häufige Arten
Basisch, trocken: Weissegge (Carex alba), Schwalbenwurz (Vincetoxicum hirundinaria)
Basisch, wechselfeucht: Schlaffe Segge (Carex flacca)
Basisch: Kahler Alpendost (Adenostyles glabra), wenig Bingelkraut (Mercurialis perennis), Dreiblattbaldrian (Valeriana tripteris)
Mittel: Hasenlattich (Prenanthes purpurea), Nesselblättriger Ehrenpreis (Veronica urticifolia), Quirlblättriges Salomonssiegel (Polygonatum verticillatum)

## Buntreitgras-Tannen-Buchenwald
Vegetation: Grasig. Buntreitgras, Schlaffe Segge

### Aspekt und häufige Arten
Basisch, wechselfeucht: Buntreitgras (Calamagrostis varia), Schlaffe Segge (Carex flacca), Schwalbenwurzenzian (Gentiana asclepiadea), Bergflockenblume (Centaurea montana), Alpenmasslieb (Aster bellidiastrum)
Basisch: Kahler Alpendost (Adenostyles glabra), wenig Bingelkraut (Mercurialis perennis), Dreiblattbaldrian (Valeriana tripteris)
Mittel: Hasenlattich (Prenanthes purpurea), Nesselblättriger Ehrenpreis (Veronica urticifolia), Waldmeister (Galium odoratum), Quirlblättriges Salomonssiegel (Polygonatum verticillatum)
Feucht: Weisse Pestwurz (Petasites albus)

## Buntreitgras-Tannen-Buchenwald mit Rost-Segge
Vegetation: Grasig: Rost-Segge, Buntreitgras

### Aspekt und häufige Arten
Basisch, wechselfeucht: Rost-Segge (Carex ferruginea), Buntreitgras (Calamagrostis varia), Schlaffe Segge (Carex flacca), Schwalbenwurzenzian (Gentiana asclepiadea), Bergflockenblume (Centaurea montana), Alpenmasslieb (Aster bellidiastrum)
Basisch: Kahler Alpendost (Adenostyles glabra), wenig Bingelkraut (Mercurialis perennis), Dreiblattbaldrian (Valeriana tripteris)
Mittel: Hasenlattich (Prenanthes purpurea), Nesselblättriger Ehrenpreis (Veronica urticifolia), Quirlblättriges Salomonssiegel (Polygonatum verticillatum)
Feucht: Weisse Pestwurz (Petasites albus)

## Typischer Waldsimsen-Tannen-Buchenwald
Vegetation: Oft spärliche Krautschicht. Wald- oder Schneesimse, Heidelbeere

### Aspekt und häufige Arten
Sauer: Waldsimse (Luzula sylvatica), Schneesimse (Luzula nivea), Heidelbeere (Vaccinium myrtillus), Rippenfarn (Blechnum spicant), Breiter Wurmfarn (Dryopteris dilatata), Pillentragende Segge (Carex pilulifera), säurezeigende Moose
Oberflächlich sauer: wenig Waldschwingel (Festuca altissima), Sauerklee (Oxalis acetosella)
Mittel: Hasenlattich (Prenanthes purpurea), Nesselblättriger Ehrenpreis (Veronica urticifolia), Gemeiner Waldfarn (Athyrium filix-femina), Gemeiner Wurmfarn (Dryopteris filix-mas), Waldmeister (Galium odoratum), Berggoldnessel (Lamium galeobdolon ssp. montanum), Quirlblättriges Salomonssiegel (Polygonatum verticillatum)

## Waldsimsen-Tannen-Buchenwald auf Pseudogley
Vegetation: Farnreich. Waldsimse, Rippenfarn, Weisse Pestwurz

### Aspekt und häufige Arten
Sauer: Waldsimse (Luzula sylvatica), Heidelbeere (Vaccinium myrtillus), Rippenfarn (Blechnum spicant), Breiter Wurmfarn (Dryopteris dilatata), Pillentragende Segge (Carex pilulifera), säurezeigende Moose
Oberflächlich sauer: Sauerklee (Oxalis acetosella)
Nass: Waldschachtelhalm (Equisetum sylvaticum)
Mittel bis feucht: Waldgerste (Hordelymus europaeus), Sanikel (Sanicula europaea), Waldschlüsselblume (Primula elatior)
Mittel: Hasenlattich (Prenanthes purpurea), Nesselblättriger Ehrenpreis (Veronica urticifolia), Gemeiner Waldfarn (Athyrium filix-femina), Gemeiner Wurmfarn (Dryopteris filix-mas)

## Waldgersten-Tannen-Buchenwald
Vegetation: Krautschicht oft spärlich ausgebildet. Waldgerste, Sanikel

### Aspekt und häufige Arten
Mittel bis feucht: Waldgerste (Hordelymus europaeus), Sanikel (Sanicula europaea), Waldschlüsselblume (Primula elatior)
Feucht: Weisse Pestwurz (Petasites albus)
Oberflächlich sauer: Sauerklee (Oxalis acetosella)
Mittel: Hasenlattich (Prenanthes purpurea), Nesselblättriger Ehrenpreis (Veronica urticifolia), Gemeiner Waldfarn (Athyrium filix-femina), Gemeiner Wurmfarn (Dryopteris filix-mas), Waldmeister (Galium odoratum), Berggoldnessel (Lamium galeobdolon ssp. montanum), Quirlblättriges Salomonssiegel (Polygonatum verticillatum)

## Hochstauden-Tannen-Buchenwald
Vegetation: Farnreich, Grauer Alpendost, Weisse Pestwurz

### Aspekt und häufige Arten
Feucht: Grauer Alpendost (Adenostyles alliariae), Weisse Pestwurz (Petasites albus), Rundblättriger Steinbrech (Saxifraga rotundifolia), Wolliger Hahnenfuss (Ranunculus lanuginosus), Bergkerbel (Chaerophyllum hirsutum), Gelber Eisenhut (Aconitum vulparia)
Mittel bis feucht: Waldschlüsselblume (Primula elatior)
Mittel: Hasenlattich (Prenanthes purpurea), Nesselblättriger Ehrenpreis (Veronica urticifolia), Gemeiner Waldfarn (Athyrium filix-femina), Gemeiner Wurmfarn (Dryopteris filix-mas), Waldmeister (Galium odoratum), Berggoldnessel (Lamium galeobdolon ssp. montanum), Quirlblättriges Salomonssiegel (Polygonatum verticillatum)
Oberflächlich sauer: Sauerklee (Oxalis acetosella)

## Hochstauden-Buchenwald mit Ahorn und Tanne
Vegetation: Farnreich, Grauer Alpendost, Weisse Pestwurz

### Aspekt und häufige Arten
Feucht: Grauer Alpendost (Adenostyles alliariae), Weisse Pestwurz (Petasites albus), Rundblättriger Steinbrech (Saxifraga rotundifolia), Wolliger Hahnenfuss (Ranunculus lanuginosus), Bergkerbel (Chaerophyllum hirsutum), Gelber Eisenhut (Aconitum vulparia), Knotenfuss (Streptopus amplexifolius)
Mittel bis feucht: Waldschlüsselblume (Primula elatior)
Mittel, luftfeucht: Nesselblättriger Ehrenpreis (Veronica urticifolia), Gemeiner Waldfarn (Athyrium filix-femina), Gemeiner Wurmfarn (Dryopteris filix-mas)
Mittel, frisch: Hasenlattich (Prenanthes purpurea), Waldmeister (Galium odoratum), Blassgelbe Goldnessel (Lamium galeobdolon ssp. flavidum)
Oberflächlich sauer: Sauerklee (Oxalis acetosella)

## Typischer Goldregen-Tannen-Buchenwald
Vegetation: Wenig üppige Krautschicht mit Schneesimse, in Lücken teilweise Alpengoldregen

### Aspekt und häufige Arten
Sauer, trocken: Schneesimse (Luzula nivea)
Oberflächlich sauer: Sauerklee (Oxalis acetosella), Waldschwingel (Festuca altissima), Eichenfarn (Gymnocarpium dryopteris)
Mittel, frisch: Alpengoldregen (Laburnum alpinum) in Lücken, Hasenlattich (Prenanthes purpurea), Waldmeister (Galium odoratum), Waldveilchen (Viola reichenbachiana), Buchenfarn (Phegopteris connectilis)
Mittel, luftfeucht: Gemeiner Wurmfarn (Dryopteris filixmas), Gemeiner Waldfarn (Athyrium filix-femina), Nesselblättriger Ehrenpreis (Veronica urticifolia)
Mittel bis feucht: Fuchs-Greiskraut (Senecio ovatus)